# Wind & Wuthering

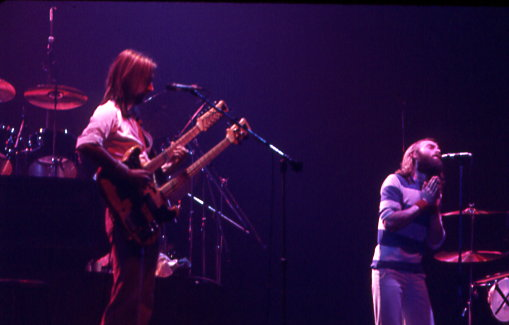
Genesis auf der Wind & Wuthering Tournee 1977 in Toronto

Wind & Wuthering (deutsch: Wind und Sturm) ist das achte Studioalbum der britischen Rockband Genesis. Es erschien erstmals am 27. Dezember 1976 in Großbritannien und war das letzte Studioalbum mit Gitarrist Steve Hackett. Es gilt als das letzte Werk der Progressive-Rock-Phase von Genesis. Nach Wind & Wuthering und dem Livealbum Seconds Out änderte die Band ihren musikalischen Stil schrittweise hin zur Rock- und Popmusik.

## Hintergrund
Wind & Wuthering ist das erste Genesis-Album, das nicht in ihrer Heimat England aufgenommen wurde. Stattdessen wurden für drei Wochen die Hilvaria (Relight) Studios in Holland gebucht, wo auch das Nachfolgealbum entstanden ist. Bei der Arbeit an den neuen Liedern gab es immer mehr Konflikte, vorrangig zwischen Tony Banks und Steve Hackett, weshalb Letzterer nach dem Ende der Aufnahmen schließlich im Jahr 1977 die Band verließ, da er den Eindruck hatte, dass seine Beiträge nicht mehr angemessen berücksichtigt würden.
Das Cover des Albums zeigt einen von Nebelschwaden umgebenen herbstlichen Baum. Der Titel des Albums ist eine Anlehnung an den Roman Wuthering Heights von Emily Brontë; Unquiet slumbers for the sleepers in that quiet earth ist der letzte Satz des Romans und bildet den Titel zweier zusammenhängender Instrumentalstücke auf dem Album.
Die Ballade Afterglow wurde zu einem Live-Klassiker der Band.

## Titelliste
1. Eleventh Earl of Mar (Tony Banks, Steve Hackett, Mike Rutherford) – 7:43
2. One for the Vine (Tony Banks) – 10:00
3. Your Own Special Way (Mike Rutherford) – 6:17
4. Wot Gorilla? (Tony Banks, Phil Collins) – 3:20 (Instrumental)
5. All in a Mouse’s Night (Tony Banks) – 6:39
6. Blood on the Rooftops (Steve Hackett, Phil Collins) – 5:27
7. ‘Unquiet Slumbers for the Sleepers… (Steve Hackett, Mike Rutherford) – 2:19 (Instrumental)
8. …In That Quiet Earth’ (Tony Banks, Phil Collins, Steve Hackett, Mike Rutherford) – 4:54 (Instrumental)
9. Afterglow (Tony Banks) – 4:14

### DVD-Extras (2007 Release)
1. Band Interview 2006
2. Genesis on The Mike Douglas Show 1977
3. World Tour Program 1977 Tour (Galerie mit 13 Bildern)

## Beschreibung einzelner Lieder
- Eleventh Earl of Mar: Das Lied handelt von dem 11. „Earl of Mar“ John Erskine. Es handelt vom 1. Jakobitenaufstand, der sich 1715 auf den schottischen Highlands zutrug. Der Text ist aus der Sicht eines Kindes geschrieben, dessen Vater die Geschichte erzählt. Zwischendurch drängt das Kind den Vater, die Geschichte endlich weiter zu erzählen. Die erste Textzeile des Liedes (“The sun had been up for a couple of hours, covered the ground with a layer of gold”) ist auch der Anfang der Novelle The Flight of the Heron von D. K. Broster.
- Wot Gorilla?: Dieses von Banks und Collins komponierte Instrumentalstück ist von Collins’ Neigung zum Jazzrock geprägt.

## Kommerzieller Erfolg

### Chartplatzierungen

#### Album
| ChartsChartplatzierungen       | Höchstplatzierung | Wochen |
| ------------------------------ | ----------------- | ------ |
| Deutschland (GfK)              | 19 (12 Wo.)       | 12     |
| Vereinigte Staaten (Billboard) | 26 (21 Wo.)       | 21     |
| Vereinigtes Königreich (OCC)   | 7 (22 Wo.)        | 22     |

#### Singles
| Jahr | Titel                | Höchstplatzierung, Gesamtwochen, AuszeichnungChartplatzierungen (Jahr, Titel, , Platzierungen, Wochen, Auszeichnungen, Anmerkungen) | Höchstplatzierung, Gesamtwochen, AuszeichnungChartplatzierungen (Jahr, Titel, , Platzierungen, Wochen, Auszeichnungen, Anmerkungen) | Anmerkungen                        |
| Jahr | Titel                | UK | US | Anmerkungen                        |
| ---- | -------------------- | --- | --- | ---------------------------------- |
| 1977 | Your Own Special Way | UK43 (3 Wo.)UK | US62 (5 Wo.)US | Erstveröffentlichung: Februar 1977 |

### Auszeichnungen für Musikverkäufe
| Land/Region                  | Auszeichnungen für Musikverkäufe (Land/Region, Auszeichnung, Verkäufe) | Verkäufe |
| ---------------------------- | ---------------------------------------------------------------------- | -------- |
| Frankreich (SNEP)            | Gold                                                                   | 100.000  |
| Kanada (MC)                  | Gold                                                                   | 50.000   |
| Vereinigte Staaten (RIAA)    | Gold                                                                   | 500.000  |
| Vereinigtes Königreich (BPI) | Gold                                                                   | 150.000  |
| Insgesamt                    | 4× Gold ·                                                              | 800.000  |

Hauptartikel: Genesis (Band)/Auszeichnungen für Musikverkäufe

## Trivia
Tony Banks gab in einem Interview an, dass er Wind & Wuthering zu den zwei besten Genesis-Alben zählen würde.

## Spot the Pigeon
Die EP Spot the Pigeon (deutsch Entdecke die Taube) erschien am 20. Mai 1977 (GB # 14) und enthält drei im Rahmen der Aufnahmen von Wind & Wuthering entstandene Stücke, die sich (bis auf Inside & Out) textlich und musikalisch von der Atmosphäre des Albums abheben. So befasst sich Pigeons mit einer Taubenplage am Trafalgar Square, und Match of the Day setzt sich satirisch mit Fußball auseinander.
1. Match of the Day (Tony Banks, Phil Collins, Mike Rutherford) – 3:23
2. Pigeons (Tony Banks, Phil Collins, Mike Rutherford) – 3:10
3. Inside & Out (Tony Banks, Phil Collins, Steve Hackett, Mike Rutherford) – 6:42